# 올림픽 케냐 선수단
올림픽 케냐 선수단은 케냐 대표로 올림픽에 참가하는 선수단이다. 케냐는 1956년 올림픽에 처음 참가했으며 그 이후로 보이콧된 1976년과 1980년 올림픽을 제외하고 모든 하계 올림픽에 선수단을 파견해 왔다. 케냐는 1998년, 2002년, 2006년, 2018년에 동계 올림픽에 참가했다. 케냐 선수들은 복싱과 육상 경기에서 총 113개의 메달을 획득하여 올림픽에서 가장 성공적인 아프리카 위원회가 되었다. 획득한 총 메달 수로 볼 때 가장 최근의 하계 올림픽(2008, 2012, 2016)은 케냐에서 가장 성공적인 대회였으며, 그 사이에 42개의 메달을 획득했다.
올림픽 메달을 획득한 케냐 여성의 수는 1996년 첫 메달부터 2016년 케냐 메달의 절반 이상(7개)으로 극적으로 증가했다.
점점 더 많은 케냐 태생의 운동선수들이 다른 국가, 특히 바레인의 올림픽에 참가하기 위해 이민하고 있다. 2016년 올림픽에는 여러 메달을 획득한 선수를 포함해 약 20명의 선수가 있었다.
케냐 국가 올림픽 위원회(National Olympic Committee of Kenya)는 1955년에 설립된 케냐 국가 올림픽 위원회(National Olympic Committee Kenya)이다.

## 종목별 메달 집계
| 경기 | 금 | 은 | 동 | 합계 |
| ---- | -- | -- | -- | ---- |
| 육상 | 30 | 37 | 28 | 95   |
| 복싱 | 1  | 1  | 5  | 7    |
| 합계 | 31 | 38 | 33 | 102  |

## 같이 보기
- 분류:케냐의 올림픽 참가 선수
- 동계 올림픽에 참가한 열대 국가